# قضية نيكاراغوا ضد الولايات المتحدة
قضية جمهورية نيكاراغوا ضد الولايات المتحدة الأمريكية (1986)، هي قضية حكمت فيها محكمة العدل الدولية بأن الولايات المتحدة انتهكت القانون الدولي من خلال دعمها للكونترا في تمردهم ضد الساندينيستا ومن خلال زرع الألغام في موانئ نيكاراغوا. حكمت المحكمة لصالح نيكاراغوا وألزمت الولايات المتحدة بدفع تعويضات للبلاد.
أصدرت المحكمة 15 قرارًا نهائيًا تم التصويت عليها. ووجدت المحكمة في حكمها أن الولايات المتحدة قد خالفت إلتزاماتها بموجب القانون الدولي العرفي بعدم استخدام القوة ضد دولة أخرى"، و"بعدم التدخل في شؤونها الداخلية"، و"بعدم انتهاك سيادتها"، و"بعدم تعطيل التجارة البحرية السلمية"، و"مخالفة لالتزاماتها بموجب المادة 19 من معاهدة الصداقة والتجارة والملاحة الموقعة في ماناغوا في 21 يناير 1956". وفي البيان رقم 9، أكدت المحكمة أنه رغم أن الولايات المتحدة قد شجعت انتهاكات حقوق الإنسان من قبل الكونترا من خلال دليل "العمليات النفسية في حرب العصابات"، إلا أن ذلك لا يجعل هذه الأفعال منسوبة مباشرة للولايات المتحدة.
رفضت الولايات المتحدة المشاركة في الإجراءات، مؤكدة أن محكمة العدل الدولية تفتقر للاختصاص في النظر في القضية. كما منعت الولايات المتحدة تنفيذ الحكم من خلال مجلس الأمن التابع للأمم المتحدة، مما حال دون حصول نيكاراغوا على أي تعويضات. وفي وقت لاحق، تحت حكم فيوليتا تشامورو سحبت نيكاراغوا القضية من المحكمة في سبتمبر 1992 بعد إلغاء القانون الذي كان يُلزمها بالسعي للحصول على تعويضات.

## الدفاع والرفض الأمريكي
رفضت المحكمة الادّعاء الأمريكي الذي يزعم بأن العمليات الأمريكية ضد نيكاراغوا كانت دفاعًا عن النفس، كما ادّعت أمريكا بأن المسألة تقع خارج صلاحيات المحكمة. كما تجدر الإشارة إلى أن الولايات المتحدة من الدول الموقعة على معاهدة إنشاء المحكمة، لكن باستثناءات وشروط خاصة اضطرت المحكمة لأخذها بعين الاعتبار مما يجعل القرارات غير ملزمة، لكنها أصدرت قرارها بشأن القضية بأغلبية 11 مقابل 4.
وأصدرت الجمعية العامة للأمم المتحدة قرارًا غير ملزم بهدف الضغط على أمريكا لتسديد الغرامات المالية التي فرضها قرار المحكمة، وقد صوتت إلى جانب أمريكا كل من إسرائيل والسلفادور التي كانت تواجه خلافات ونزاعات خاصة مع نيكاراغوا، في حين صوّت بقية الأعضاء لصالح نيكاراغوا، ورغم ذلك لم تسدد الولايات المتحدة الغرامات المستحقة.

## الشهود
استمعت المحكمة لمجموعة من الشهود أفاد أحدهم بالظروف التي كانت عليها المعارضة قبل الدعم الأمريكي، وكيف تحولت إلى مستوى آخر من الأداء بعد وصول الدعم الأمريكي الذي أقره الكونجرس والذي أوصى بـ 19 مليون دولار للعمليات في نيكاراغوا وأمريكا الوسطى، ثم وصل إلى 30 مليون دولار عام 1982، وقد وضح الشاهد بأنه ونتيجة لهذا الدعم والتدريب الذي قدمته (السي آي إيه) قامت المعارضة بسلسلة من ضربات الكر والفر عبر الحدود منها:
تدمير جسرين رئيسيين في شمال نيكاراغوا وزرع القنابل في مطار نيكاراغوا المدني ومينائها.
ساهمت (السي آي إيه) بتأمين الاتصالات وتنسيقها وتوفير الدعم اللوجستي مما ساعد العصابات على تنفيذ عمليات في العمق تجاه الأماكن الصناعية والمسكونة بهدف إضعاف الاقتصاد الوطني لنيكاراغوا وضرب مخزونها من البضائع.
وفي سياق البرنامج التدريبي قامت (السي آي إيه) بإعداد وتوزيع كتيب تحت عنوان «عمليات نفسية في حرب العصابات» ضم إرشادات تركز على الطريقة التي يمكن «للفرق الدعائية المسلحة» أن تبني دعمًا سياسيًا داخل نيكاراغوا لصالح المعارضة من خلال الغش، التخويف، والعنف. وقد وضح الدليل الحالات المناسبة لاستخدام الإرهاب ضد أهداف محددة، بما فيها المحاكم، القضاة، والشرطة. ويدعو إلى اغتيال بعض الحكام المحليين بهدف التخويف. وقد اعترف الرئيس رونالد ريجان في مؤتمر صحفي صراحة بأن موظفًا متعاقدًا مع (السي آي إيه) قام بإعداد الكتيب.
وأضاف الشاهد بأن الولايات المتحدة تورطت في تلغيم مرافئ نيكاراغوا ما بين فبراير وإبريل 1984. بواسطة سفن تابعة للسي آي أي أدارت العملية من المياه الدولية. وبأن 3,886 شخصاً لقوا مصرعهم وجرح 4,731 خلال 4 سنوات منذ بدء هجمات العصابات المعارضة. وقدّر الأضرار المادية بنحو 375 مليون دولار. وقال بأنه لولا الدعم الأمريكي لانتهى أمر العصابات في ثلاث أشهر، لأنها قوة مصنوعة صناعة من قبل أمريكا وتعتمد في وجودها وتوجهها وتدريبها وتسليحها وكل شيء فيها على العون الأمريكي، ولولا ذلك الدعم لتفرقت وتحللت وفقدت قدرتها العسكرية في وقت قصير جداً.
ونفى شاهد آخر أن تكون نيكاراغوا قد ساعدت جماعات مسلحة في السلفادور، وأكد عدم وجود أي دليل على ذلك. وأكد شاهد ثالث العثور على أدلة قوية تؤكد قيام الميليشيات المسلحة المعارضة في نيكاراغوا بممارسة عنف إرهابي موجه ضد مدنيين لا علاقة لهم بالحرب، أو السياسية، أو الجيش. وتم استهدافهم بهدف نشر الرعب. ووصف الآب ليسون وهو أيضاً أحد الشهود الكثير من الأمثلة على ممارسة العنف الموجه ضد المدنيين في المنقطة التي يقطنها، وقدم صورة مفادها أن المعارضة مارست خروقات وحشية لا تقرها أبسط معايير الإنسانية. فوصف مقتل مدنيين عُزّل، بمن فيهم أطفال ونساء، واغتصاب ثم تعذيب وقتل، وتطابقت شهادته مع عدة تقارير أخرى صادرة عن منظمة حقوق الإنسان وغيرها. وشهد وزير اقتصاد نيكاراغوا على الأثر الاقتصادي الذي لحق ببلاده بما في ذلك الخسارة في الوقود النتاتج عن مهاجمة مخازن النفط، والخسائر الاقتصادية الناجمة عن ضرب التجارة بسبب تلغيم المرافئ، وأضرار أخرى.

## الحكم
في يونيو/حزيران 1986 حكمت المحكمة بما يلي:
لقد خرقت الولايات المتحدة الأمريكية بقيامها بتدريب وتسليح وإمداد وتمويل القوة المعارضة أو تشجيعها ودعمها وإعانة عمليات عسكرية ضد نيكاراغوا، وقيامها بأعمال ضد جمهورية نيكاراغوا، القانون الدولي الذي ينص على عدم جواز التدخل في شؤون الدول الأخرى.
خرقت الولايات المتحدة القانون الدولي في عدة مناسبات ضد نيكاراغوا، بخصوص ما ينص على عدم جواز استخدام القوة ضد دول أخرى.
وقد خرقت سلطة نيكاراغوا على أرضها عبر ما ذكر من انتهاكات ومن خلال انتهاكات أخرى.
إن قيام أمريكا بتلغيم المياه الداخلية أو الإقليمية لجمهورية نيكاراغوا خلال الأشهر الأولى من 1984 يعتبر عمل عدائي ضد نيكاراغوا وخرق لالتزامات تقضي بعدم استخدام القوة ضد الدول الأخرى، وعدم التدخل في شؤونها الداخلية، وعدم خرق سيادتها على أراضيها، وعدم انتهاك سلامة التجارة البحرية.
الهجمات الأمريكية على نيكاراغوا إضافة إلى ما ذكر أعلاه يعتبر خرقاً لمعاهدات الصداقة والتجارة الموقعة بين الأطراف عام 1956.
إن قيام أمريكا بإصدار كتيّب «عمليات نفسية في حرب العصابات» ونشره وتوزيعه بين الملشيات المعارضة حرضها على نشاطات تعارض مبادئ القانون الإنساني لكن القرار لم ينص على أنها تصرفات أو نشاطات مارستها الولايات المتحدة نفسها.
يجب أن تدفع الولايات المتحدة تعويضاً عن الخسائر التي تسببت بها.
لم يكن الحكم عادلا كان يجب دفع أمريكا التعويضات لنيكاراغوا ومحاكمة عصابة السى آي إي (CIA)

## أهمية الحكم
وضح الحكم بطرق عدة أموراً تتعلق بمنع استخدام القوة وحق الدفاع عن النفس. لقد تم اعتبار تسليح وتدريب المعارضة نوعاً من خرق مبادئ عدم التدخل والإخلال بمبدأ عدم استخدام القوة، في تلغيم المياه الإقليمية.
إن تعامل نيكاراغوا مع المعارضة المسلحة ضد السلفادور، يعتبر تدخلاً في الشؤون الداخلية لها، لكنه لم يعتبر «هجوماً مسلحاً» يبرر الدفاع عن النفس من قبل السلفادور، وهو ما ادعت الولايات المتحدة أنها تقوم به بالنيابة عن السلفادور، رغم أن السلفادور لم تطلب ذلك أبداً. وهذا الادعاء أيضاً تم رفضه من قبل المحكمة.

## المصدر
الموسوعة الإنجليزية